# Ghostbusters: Legion
Ghostbusters: Legion is een vierdelige mini-stripserie gepubliceerd door 88MPH Studios. De strip is gebaseerd op de Ghostbusters-franchise.

## Inhoud
Legion speelt zich zes maanden na de eerste film af. Langzaam begint de eer die de Ghostbusters hebben verkregen door het verslaan van Gozer te verdwijnen, en het team keert weer terug naar het doen van normale opdrachten. Dan wordt de stad plotseling getroffen door een reeks bovennatuurlijke misdaden, en krijgt het team te maken met een nieuw bovennatuurlijk kwaad.
De serie introduceert een nieuw personage genaamd Michael Draverhaven, een oude collega van Peter, Ray en Egon die ooit samen met hen werkte aan het onderzoek naar spoken. Hij zit in een inrichting in Albany, en lijkt meer te weten over wat er gaande is in New York.
Het verhaal speelt zich af in 2004 in plaats van 1984 zoals de originele film. Dit is af te leiden uit het gebruik van zaken als internet en mobiele telefoons. Daarmee past de serie een zogenaamde “retcon” (retroactive continuity) toe op de film.

## Invloed
De mini-serie heeft veel elementen uit de originele film overgenomen. Hoewel de personages wel zijn aangepast qua uiterlijk zijn de volgende dingen onveranderd gebleven ten opzichte van de film:
- De brandweerkazerne.
- Proton Packs
- Ghost traps
- PKE meter
- Ecto-1

Er zijn echter wel een paar veranderingen aangebracht. Zo is de Containment Unit uit de strip meer gebaseerd op die uit de animatieserie The Real Ghostbusters dan die uit de film.

## Spin-offserie
De miniserie zou als basis moeten dienen voor een vaste Ghostbusters-serie, welke direct aan zou sluiten op Ghostbuters: Legion. Door onder andere financiële problemen is deze serie echter niet van de grond gekomen. Volgens Sebastien Clavet van 88mph studios zijn de plannen voor een dergelijke serie voor onbepaalde tijd op hiatus gezet.